# Sergueï Kostinski
Sergueï Konstantinovitch Kostinski (en russe : Сергей Константинович Костинский), né le 31 juillet 1867 (12 août dans le calendrier grégorien) à Moscou et mort le 21 août 1936 à Poulkovo, est un astronome soviétique. L'effet Kostinski est nommé d'après lui.